# Music (песня Мадонны)
«Music» — песня американской певицы Мадонны. Выпущена 21 августа 2000 года на лейбле Maverick Records, в качестве первого сингла с одноимённого альбома. Также песня была добавлена в сборники хитов: «GHV2» и «Celebration». Авторами и продюсерами песни стали сама Мадонна и Мирвэ Ахмадзай, который позже стал продюсером ещё одного альбома певицы «American Life». «Music» — поп и электропоп песня. Отзывы о песне были в большей степени положительные, критики также похвалили клубную атмосферу песни. Песня добралась до первой строчки чарта «Billboard hot 100». Песня стала очень успешна в США. Песня была номинирована на «Запись года» и «Лучшее женское поп-исполнение» церемонии Grammy.

## Коммерческий успех
Песня стала 12-м синглом номер 1 в чарте «Billboard hot 100». Успех трека вознёс Мадонну на новый уровень в музыке. Также песня заняла первые строчки в национальных сингловых чартах Австралии, Канады, Италии, Великобритании и ряде других стран, что сделало трек одним из самых узнаваемых песен Мадонны.

## Живые исполнения
Песня исполнялась практически во всех турах Мадонны, с момента выхода. Так, Мадонна закрывает свой тур «Drowned World Tour» этой песней. В «Re-Invention tour» Мадонна исполняет песню в образе коренной девушки в шотландском племени. В «Confession tour» песня исполнялась в ремиксе «Music Inferno». В «Sticky & Sweet Tour» Мадонна исполняла песню во всех двух версиях турне. «MDNA Tour» стал туром, где Мадонна не исполняла песню, однако 14 ноября 2012 года Мадонна спела попурри из «Give it2me» и «Music» и «Gangnam Style» совместно с корейским исполнителем PSY.
Впервые песня исполнилась на «MTV Europe Music Awards 2000». На церемонии Grammy в 2001 году Мадонна тоже спела эту песню в образе из клипа «What it feels like for a girl». Исполнялась и во время промотура в честь альбома «Hard Candy» а именно на «Hard Candy Promo Tour». На церемонии «Super Bowl XLVI» Мадонна спела попурри из своих лучших хитов, среди которых была песня «Music».

## Музыкальное видео
Режиссёром клипа стал Джонас Окленд. Снималось в Лос-Анджелесе в апреле 2000 года. В клипе, помимо Мадонны снялись и Саша Барон Коэн, в образе Ali G.
Видео вышло на MTV 2 августа 2000 года. Во время видео Мадонна садится в машину к Ali G, и едет по ночному городу. Она заезжает в стриптиз клуб, откуда с ней выходят новые девушки. В клипе есть и мультипликационная часть.
Цель клипа — показать, что каждый может веселиться.

## Участники записи
- Мадонна — вокал, продюсер, текст.
- Мирвэ Ахмадзай — текст, продюсер.
- Килинг Ли — гитара.
- Джонатан Вайт — бас-гитара.
- Патрик Девес — ударные.
- Дэн Хьюсон — ноты.
- Жан-Батист Мондино — фотограф.
- Кевин Риген — арт-директор, дизайнер.

## Чарты
| Чарт(2000)                             | Пик |
| -------------------------------------- | --- |
| Australian Singles Chart               | 1   |
| Austrian Singles Chart                 | 5   |
| Belgian Singles Chart(Фландерс)        | 6   |
| Belgian Singles Chart(Валлония)        | 4   |
| Canadian Singles Chart                 | 1   |
| Danish Singles Chart                   | 4   |
| Finnish Singles Chart                  | 8   |
| French Singles Chart                   | 8   |
| Irish Singles Chart                    | 7   |
| Italian Singles Chart                  | 1   |
| New Zealand Singles Chart              | 1   |
| Norwegian Singles Chart                | 1   |
| Spanish Singles Chart                  | 1   |
| Swedish Singles Chart                  | 2   |
| Swiss Singles Chart                    | 1   |
| UK Singles Chart                       | 1   |
| US Billboard Hot 100                   | 1   |
| US Billboard Hot Dance Music/Club Play | 1   |
| US Billboard Pop Songs                 | 2   |

## Чарты в конце года
| Чарт(2000)                       | Позиция |
| -------------------------------- | ------- |
| Australian Singles Chart         | 4       |
| Belgian Singles Chart (Flanders) | 45      |
| Belgian Singles Chart (Wallonia) | 21      |
| Dutch Singles Chart              | 40      |
| French Singles Chart             | 26      |
| German Singles Chart             | 34      |
| Italian Singles Chart            | 7       |
| Swedish Singles Chart            | 32      |
| Swiss Singles Chart              | 19      |
| UK Singles Chart                 | 24      |
| U.S. Billboard Hot 100           | 17      |

## Чарты в конце десятилетия
| Чарт(2000- 09)        | Позиция |
| --------------------- | ------- |
| Swedish Singles Chart | 2       |

## Сертификация
| Страна         | Сертификация |
| -------------- | ------------ |
| Австралия      | 2 Платины    |
| Бразилия       | Золото       |
| Германия       | Золото       |
| Франция        | Золото       |
| Швеция         | Платина      |
| Швейцария      | Золото       |
| Великобритания | Золото       |
| США            | Платина      |